# جوسان سيجارت
جوسان سيجارت مواليد 7 يناير 1909 في إقليم بروكسل العاصمة - الوفاة 20 أغسطس 1999، كانت لاعبة كرة مضرب بلجيكية. كما أنها إحدى بطلات الجراند سلام. أعلى تصنيف لها في الفردي كان المركز الـ 10 في سنة 1932.

## بطولات حققتها
- بطولة ويمبلدون

## النهائيات

### الزوجي: 2 (الألقاب 1, الوصافة 1)
| النتيجة | السنة | الدورة         | الشريك        | المنافس                               | النتيجة       |
| الوصافة | 1931  | بطولة ويمبلدون | دوريس ميتاكسا | فيليس مدفورد كينغ دوروثي شيبارد بارون | 6–3, 3–6, 4–6 |
| الفوز   | 1932  | بطولة ويمبلدون | دوريس ميتاكسا | إليزابيث ريان هيلين جاكوبز            | 6–4, 6–3      |

### الزوجي المختلط
الوصافة (1)
| السنة | الدورة         | الأرضية | الشريك      | المنافس في النهائي         | النتيجة في النهائي |
| 1932  | بطولة ويمبلدون | عشبية   | هاري هوبمان | إليزابيث ريان إنريكيو ماير | 5–7, 2–6           |